# 相曽賢一朗
相曽 賢一朗（あいそ けんいちろう、1969年 - ）は、東京都生まれのヴァイオリン奏者。
所沢市立美原小学校卒業、1987年、東京芸術大学に入学、在学中に奨学金を得てアメリカへ留学。1992年文化庁在外研修員として英国王立音楽アカデミーへ留学。1995年、同アカデミーを首席で卒業。イギリスに在住し、ソリスト、室内楽奏者として活動中。日本では毎年秋にリサイタルを行っている。また、2003年、当時の天皇・皇后の前で演奏を行った。これまでに川田敦子、石井啓一郎、石井志都子、海野義雄、澤和樹、田中千香士、エドワード・シュミダー、エリック・グリューエンバーグ、イヴリー・ギトリス、ルッジェーロ・リッチ、イダ・ヘンデル、ヘルマン・クレバースに師事。現在、バーミンガム音楽院と英国王立音楽アカデミーで教鞭をとる。

## コンクール歴等
- 1990年 ロン＝ティボー国際コンクールで第6位。
- 1996年 フォーバルスカラシップ・ストラディヴァリウス・コンクールで第3位。
- 日本国際音楽コンクールで第3位。
- 英国王立音楽アカデミーからベアー・ヴァイオリン賞、バルビローリ卿室内楽賞、ハロルド・クラクストン賞。
- 同音楽院コンチェルト・コンクール第1位。
- オランダ・ミュージック・セッションからワールドツアー賞。

## レコーディング
- 「カイト・ブランシュ」（SPRX-OVCX-00008）
- 「フランス・ヴァイオリン音楽の精華」（SPEX-OVCX-00001）
- 「相曽賢一朗＆サイモン・クローフォード＝フィリップス　ライヴ・イン・トウキョウ　2005」（COLUMBIA GES 13636)
- 「BACH　SONATAS FOR VIOLIN AND HARPSICHORD」（ART UNION ART-3115/3116[2CD])